# Jordyn Colemon
Jordyn Michelle Colemon (18 luglio 1993) è un'attrice statunitense.
Conosciuta principalmente per aver recitato in Shaggy Dog - Papà che abbaia... non morde nella parte di Tracy e Raven in 7 episodi nella parte di Cindy.

## Filmografia
- Shaggy Dog - Papà che abbaia... non morde (2006)
- Raven (7 episodi, 2004-2007)